# Colleen Rennison

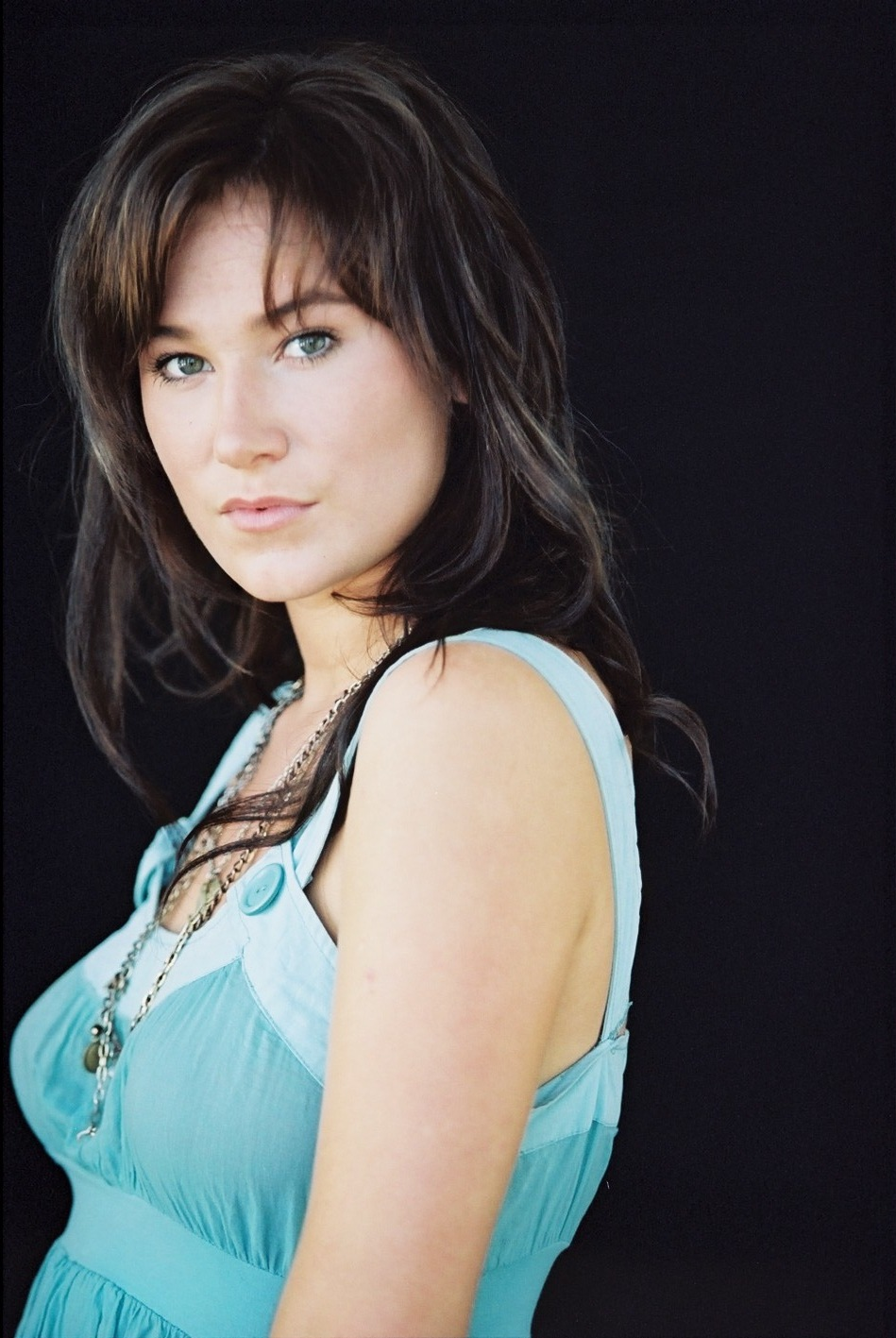
Colleen Rennison (2007)

Colleen Rennison (* 2. Dezember 1987) ist eine kanadische Schauspielerin und Sängerin.

## Leben
Rennison stand bereits als Kind vor der Kamera verschiedener kanadischer Produktionen und wirkte als Teenager unter anderem in den Filmen Im Augenblick des Todes (Unforgettable, 1996) von John Dahl und An deiner Seite (The Story of Us, 1999) mit. Außerdem hatte sie in dem 2000 produzierten Kurzfilm A Feeling Called Glory eine Rolle.
Sie sang zudem in verschiedenen kanadischen Coverbands, wollte jedoch viel lieber eigene Musik schreiben und vortragen. Sie zog nach New York und studierte Gesang und Performance an der Schauspielschule Circle in the Square, wurde jedoch vom Unterricht ausgeschlossen, weil ihre Stimme für sämtliche weiblichen Rollen zu tief war.
Nach ihrer Rückkehr nach Vancouver gründete sie zusammen mit dem ehemaligen Bassisten der Band Hot Hot Heat, Parker Bossley, die Band No Sinner, mit der sie zunächst eine Single, dann eine EP in Kanada veröffentlichte. Nach der Veröffentlichung des Albums Boo Hoo Hoo in Europa im Januar 2014 stand sie hier als Sängerin im Rampenlicht, die mit Amy Winehouse, Etta James und Janis Joplin verglichen wird. Im selben Jahr veröffentlichte sie ein Soloalbum mit Coverversionen mit verschiedener Country-Titel. 2016 erschien das zweite No-Sinner-Album, Old Habits Die Hard, 2018 veröffentlichte die Band eine Single des George-Thorogood-Liedes Bad to the Bone.

## Filmografie
- 1994: Defenceless – Ausgeliefert (Fernsehfilm)
- 1994: Highlander (Fernsehserie, eine Folge)
- 1994: Wenn die Liebe den Tod besiegt (Max)
- 1995: University Hospital (Fernsehserie, eine Folge)
- 1995: Killing Dreams (Dream Man)
- 1995, 2000: Outer Limits – Die unbekannte Dimension (The Outer Limits, Fernsehserie, zwei Folgen)
- 1996: Unforgettable
- 1996: Carpool
- 1996–1999: Poltergeist – Die unheimliche Macht (Poltergeist: The Legacy, Fernsehserie, fünf Folgen)
- 1997: Suche nach der Vergangenheit (Out of Nowhere, Fernsehfilm)
- 1997: Marie Curie: More Than Meets the Eye (Fernsehfilm)
- 1997: Millennium – Fürchte deinen Nächsten wie Dich selbst (Millennium, Fernsehserie, eine Folge)
- 1998: Der Sentinel – Im Auge des Jägers (The Sentinel, Fernsehserie, eine Folge)
- 1998, 2001: Stargate – Kommando SG-1 (Stargate SG-1, Fernsehserie, zwei Folgen)
- 1999: An deiner Seite (The Story of Us)
- 2000: Das Geheimnis des Mr Rice (Mr. Rice's Secret)
- 2000: A Feeling Called Glory (Kurzfilm)
- 2000: Beautiful
- 2000–2001: These Arms of Mine (Fernsehserie, drei Folgen)
- 2001: The Waiting Room (Kurzfilm)
- 2004: The Book of Ruth (Fernsehfilm)
- 2004: Part of the Game
- 2005–2006: Da Vinci's City Hall (Fernsehserie, sechs Folgen)
- 2007: American Venus
- 2007: Boot Camp
- 2009: What Goes Up
- 2013: Down River
- 2019: Kingsway

## Diskografie
- Boo Hoo Hoo (No Sinner, 2014)
- See The Sky About To Rain (2014)
- Old Habits Die Hard (No Sinner), 2016

## Auszeichnungen und Nominierungen
Gewonnen
- 1997: YTV Achievement Award
- 2000: Gemini Award in der Kategorie „Best Performance by an Actress in a Leading Role in a Dramatic Program or Mini-Series“ für A Feeling Called Glory[3]

Nominiert
- 2000: Young-Artist-Award-Nominierung als Beste Nebendarstellerin in einem Spielfilm für An deiner Seite[4]
- 2001: Gemini-Award-Nominierung in der Kategorie „Best Performance by an Actress in a Featured Supporting Role in a Dramatic Series“ für These Arms of Mine[3]
- 2014: Genie-Award-Nominierung in der Kategorie „Achievement in Music - Original Song“ für den Song Molly in Down River